# Římskokatolická farnost Komňa
Římskokatolická farnost Komňa je územní společenství římských katolíků v děkanátu Uherský Brod s farním kostelem svatého Jakuba Staršího.

## Historie farnosti
První historické záznamy o farnosti jsou z roku 1448. V 16. století fara zanikla a obec náležela k bojkovické farnosti. V roce 1779 byla zřízena expozitura a v roce 1784 lokální kuracie. Ta byla roku 1889 povýšena na faru. 

## Duchovní správci
Jmenný přehled duchovních správců je dochován od roku 1779. Od července 2014 je administrátorem excurrendo R. D. Mgr. Bohumil Svitok.

## Bohoslužby
Ve farnosti se konají pravidelně bohoslužby ve farním kostele – v neděli v 9.00, ve čtvrtek v 15.00.

## Aktivity farnosti
Ve farnosti se pravidelně koná tříkrálová sbírka. V roce 2018 se při ní vybralo 13 408 korun.